# Kalibusiswe Ilizwe leZimbabwe
"Kalibusiswe Ilizwe leZimbabwe" (andebele) ou "Simudzai Mureza WeZimbabwe" (em xona) ou Blessed be the Land of Zimbabwe (Abençoada a terra do Zimbábue) é o hino nacional do Zimbábue. Foi estreado em março de 1994 depois de uma competição por todo o país, para substituir o hino "Ishe Komborera Africa" como canção distintamente do Zimbábue. A canção vencedora foi escrita pelo  Professor Soloman Mutswairo e composta por Fred Changundega.